# Coenosia praeapicalis
Coenosia praeapicalis är en tvåvingeart som först beskrevs av Fritz Isidore van Emden 1940.  Coenosia praeapicalis ingår i släktet Coenosia och familjen husflugor.
Artens utbredningsområde är Uganda. Inga underarter finns listade i Catalogue of Life.